# David Zibung
David Zibung (Hergiswil, 10 de janeiro de 1984) é um ex-futebolista suíço que atuava como goleiro.

## Carreira
Ziburg tem uma carreira totalmente ligado ao Luzern, clube que atuou toda sua carreira profissional, conquistou dois títulos e tem maior numero de partidas disputadas, com 469 jogos na liga nacional e mais de 500 jogos em partidas oficiais totais.
Pelo clube, teve alguns momentos de destaques como a subida de divisão na temporada 2005/2006 e nos três vices campeonatos na Copa da Suíça (2005, 2007 e 2012). No seu último ano de carreira, já reserva do goleiro alemão Marius Müller, sagrou-se campeão da Copa da Suíça, após 3 vices campeonatos. 

## Títulos
Copa da Suíça (1): 2021
 Segunda Divisão Suíça (1): 2005/2006